# Onna White
Onna White (* 24. März 1922 in Inverness, Nova Scotia; † 8. April 2005 in West Hollywood) war eine kanadische Choreografin. Für ihre choreografische Arbeit bei der Produktion des Films Oliver erhielt sie 1969 einen Ehrenoscar. Sie wurde zudem acht Mal für den Tony Award nominiert.

## Leben und Wirken
Onna White wuchs in einer musikalischen Familie auf und lernte früh Klavierspielen. Sie war als Kind häufig krank und gelangte über die verschriebene Krankengymnastik zu ersten Tanzerfahrungen. Mit 12 Jahren fing sie an, Tanzstunden zu nehmen. Sie ging nach San Francisco, wo sie im Alter von 16 dem Ensemble des San Francisco Opera Ballets beitrat. Dort war sie sieben Jahre als klassische Balletttänzerin tätig, überwiegend als Solotänzerin.
Ihre Broadway-Karriere begann White 1947 als Tänzerin in der Originalaufführung des Musicals Finian’s Rainbow. Dabei lernte sie den Choreografen Michael Kidd kennen, der sie bei ihrer weiteren Karriere unterstützte. Er überzeugte sie, sich als Choreografin zu versuchen, nachdem sie durch eine Schwangerschaft zu schwer für Hebefiguren wurde. White assistierte ihm bei Stücken wie Silk Stocking und Guys and Dolls, sowie bei den Londoner Debüts von Finian’s Rainbow und Guys and Dolls. 1955 war sie die verantwortliche Choreografin bei einer Wiederaufführung von Finian's Rainbow.
1957 erzielte White ihren ersten großen Broadway-Erfolg als Choreografin mit dem Musical The Music Man. Für diese Arbeit  wurde sie im Folgejahr für einen Tony Award nominiert. Mit der Verfilmung des Stoffs 1962 begann wenig später auch ihre Karriere als Filmchoreografin. Es folgten zahlreiche weitere Broadway-Choreografien und sieben Tony-Award-Nominierungen in der Kategorie Beste Choreographie – für Whoop-Up (1959), Take Me Along (1960), Irma la Douce (1961), Half a Sixpence (1965), Mame (1966), Illya Darling (1968) und I Love My Wife (1977). Als einer der wenigen Choreografen, die je einen Oscar gewannen, wurde ihr für Oliver 1969 ein Ehrenoscar verliehen.
White war von 1948 bis 1959 mit dem Schauspieler Larry Douglas (1914–1996) verheiratet. Sie bekamen zwei Kinder, Stuart und Jeannie Douglas.
White starb mit 83 Jahren in ihrer Wohnung in West Hollywood in Kalifornien.

## Theater-Choreografien
- 1956: Fanny (in London)
- 1956: Carmen Jones
- 1957: The Music Man
- 1958: Whoop-Up
- 1959: Take Me Along
- 1960: Irma La Douce
- 1961: Let It Ride
- 1964: I Had a Ball
- 1965: Half a Sixpence
- 1966: Mame
- 1967: Illya Darling
- 1969: 1776
- 1970: Gantry
- 1971: 70, Girls, 70
- 1973: Gigi
- 1974: Billy
- 1975: Goodtime Charley
- 1978: Working
- 1979: I Love My Wife

## Filmografie
- 1962: Music Man
- 1963: Bye Bye Birdie
- 1968: Oliver
- 1972: Der große Walzer (The Great Waltz)
- 1972: 1776 – Rebellion und Liebe (1776)
- 1974: Mame
- 1977: Elliot, das Schmunzelmonster (Pete's Dragon)
- 1994: Hart aber herzlich: Dem Täter auf der Spur (Hart to Hart: Crimes of the Hart)